# Gavet de la Conca
Gavet de la Conca är en kommun i Spanien.   Den ligger i provinsen Província de Lleida och regionen Katalonien, i den nordöstra delen av landet, 400 km öster om huvudstaden Madrid. Antalet invånare är 306. Arean är 91 kvadratkilometer. Gavet de la Conca gränsar till Tremp, Isona i Conca Dellà, Llimiana, Artesa de Segre, Vilanova de Meià och Castell de Mur. 
Terrängen i Gavet de la Conca är kuperad åt nordost, men åt sydväst är den bergig.